# Горбунов, Семён Фёдорович
Семён Фёдорович Горбунов — советский государственный и политический деятель, полковник.

## Биография
Родился в 1906 году в Енакиеве. Член КПСС с 1931 года.
С 1920 года — на хозяйственной, общественной и политической работе. В 1920—1958 гг. — рассыльным уездной милиции, ученик слесаря, подручный слесаря государственного металлургического завода, молотобоец совхоза № 23, Амвросиевский р-н Украинской ССР, чернорабочий строительного отдела шахты «София» в Макеевке, подручный слесаря, слесарь металлургического завода в Енакиево, делопроизводитель райисполкома в Енакиево, счетовод исполкома Артемовского горсовета, секретарь Енакиевского горисполкома, помощник паровозного машиниста металлургического завода в Енакиево, помощник уполномоченного Артемовского горотдела ГПУ, заместитель начальника политотдела совхоза «Забойщик» Донецкой области, совхоза «Донецкий», начальник отделения Кадиевского горотдела УНКВД Украинской ССР по Донецкой области, оперуполномоченный, начальник 3-го отделения Орловского горотдела, начальник 6-го отделения 3-го отдела УГБ, начальник отдела, начальник 2-го отдела ЭКУ УНКВД по Орловской области, заместитель начальника УНКГБ по Орловской области, 1-й заместитель начальника УНКВД по Орловской области, заместитель начальника, начальник УНКГБ — УМГБ по Чкаловской области, 1-й заместитель начальника УМГБ по Ленинградской области, Министр госбезопасности Дагестанской АССР, начальник УМВД по Омской области, начальник УКГБ по Омской области, начальник УКГБ по Калининской области.
Делегат XX съезда КПСС.
Умер в Калинине в 1978 году.